# Spitzkofel (Lienzer Dolomiten)
Der Spitzkofel ist ein 2717 m ü. A. hoher Berg in den Lienzer Dolomiten in Tirol. Er gilt als der Hausberg von Leisach. Als erster Tourist erreichte vermutlich bereits der Botaniker David Heinrich Hoppe am 1. August 1798 den seit jeher von Einheimischen besuchten Gipfel. Die nächste bekannte touristische Ersteigung gelang Franz Keil um 1855.

## Aufstieg
Der Normalweg auf den Spitzkofel führt vom Parkplatz Klammbrückl durch das Kerschbaumertal auf das Kerschbaumeralm Schutzhaus und dann über das Hallebachtörl in das Hallebachtal, wobei der Weg dort östlich des Kühbodentörls und der Kühbodenspitze verläuft und somit den Gipfel von Süden erschließt. Der letzte Teil des Weges führt über einen gesicherten Steig (Grad I auf der UIAA-Skala) über die Linderhütte auf den Gipfel. Der Anstieg überwindet einen Höhenunterschied von etwa 1600 Metern, es kann jedoch im Sommer meist auf dem Kerschbaumeralm Schutzhaus übernachtet werden.